# АК-РМО
АК-РМО и КМ-АК — АК-74 ремонтно-модернизационный обвес и комплект модернизации АК-74 соответственно. Условно входит в пятое поколение автоматов Калашникова, включающее в себя АК-12 и АК двухсотой серии. Но, в отличие от последних двух, не является новым автоматом, а модернизацией старых АК-74.
КМ-АК представляет собой комплект модернизации, устанавливаемый на АК-74 с целью повышения эффективности огня автомата. Автомат с установленным КМ-АК называется «АК-РМО». По заявлению концерна "Калашников", эффективность огня (частота поражения) на дистанциях до 300 метров повышается в 1.5 раза, при установке КМ-АК. Улучшения главным образом направлены на улучшение эргономики оружия.
Концерном был запатентован КМ-АК для автоматов сотой серии, но в производство и эксплуатацию данный вариант не поступил.

## История
В 2013-м году МО РФ были сформированы тактико-технические требования для ОКР "Обвес". В том числе, они включали требования к сумке-чехлу для АК-РМО 6Ш123:
- Длина сумки не более 1100 мм;
- Масса сумки не более 1,2 кг;
- Сумка должна быть выполнена из непромокаемой плотной ткани;
- Должна иметь возможность переноситься с помощью ручки одной рукой, а также с помощью ранцевых ремней за спиной;
- Левая сторона сумки должна иметь жесткую вставку для удобства ношения за спиной;
- Правая внешняя поверхность сумки должна иметь карманы для размещения боекомплекта и ЗИП, а также прозрачный карман для вставки именной бирки. Поверхность сумки (не занятая карманами) должна иметь систему крепления подсумков, аналогичную ЖТМ (разработанного в рамках ОКР «Ратник»);
- Внутри сумка должна иметь мягкое покрытие защищающее оружие и оптико-электронные прицельные приспособления от механических повреждений;
- Сумка должна иметь жесткие борта;
- Внутри сумка должна иметь приспособления для надежного крепления автомата и оптико-электронных прицельных приспособлений (в штатных чехлах);
- Сумка должна иметь кольцо для подвешивания при хранении;
- Конструкция молний сумки должна обеспечивать ее закрытие на миниатюрный навесной замок и опечатывание (пломбирование).

Известны также требования к пламегасителю 6Ч63:
- Пламегаситель должен обеспечивать отсутствие пламени и искрения. На отдельных выстрелах допускаются единичные (от одной до трех штук) искры;
- Длина пламегасителя не более 150 мм;
- Масса пламегасителя не более 250 грамм.

Требования к передней рукоятке 6Ч64.Сб:
- Передняя рукоятка должна иметь шероховатую (ребристую) поверхность, обеспечивающую надежное удержание оружия, в том числе в зимних (трехпалых) рукавицах, мокрой рукой;

- Конструкция передней рукоятки должна обеспечивать надежное (безлюфтовое) крепление ее к оружию и нижней планке «Picatinny» цевья на срок ресурса автомата;
- Передняя рукоятка должна иметь герметичный отсек для элементов питания типа-размера АА (2 шт.) или 123.

В 2014-м году начались испытания предоставленных вариантов комплектов модернизации, а в 2015-м испытания завершились.
Среди 6 участников конкурса были такие компании как Зенитка, ИжМаш. Компании, участвовавшие в конкурсе не получали государственного финансирования, разработка велась в инициативном порядке. По результатам испытаний, в 2015-м году, победителем был объявлен ижевский вариант. В том же году автомат был показан на параде Победы 9-го мая, а генеральный директор концерна «Калашников» Алексей Криворучко заявил, что концерном был заключён контракт с МО РФ на поставку данных комплектов. На данный момент идёт поставка комплектов в войска.
Требования к сумке были выполнены, на раннем этапе — все, кроме требований по массе и непромокаемости (сумка промокла на испытаниях), на позднем — все, кроме требований по массе. Сумка была принята на вооружение.
Требования к рукоятке были выполнены.
Для приклада была разработана щека приклада с регулировкой по высоте, однако в серию она не пошла.
После 2015-го года комплект модернизации получал незначительные изменения, например, изменилась передняя рукоять, педаль на предохранителе под указательный палец изменила форму - с прямой на дугу, с центром кривизны ниже предохранителя, изменились цевьё и ствольная накладка. В том числе, изменялся пламегаситель. Ранние АК-РМО имели составной пламегаситель закрытого типа (дожигатель), устанавливаемый на стандартный ДТК АК-74. Позже конструкция данного дульного устройства была усовершенствована. Поздние АК-РМО имеют щелевой пламегаситель 6Ч63.13, в то время как ранние — 6Ч65Сб. Нижняя щель на пламегасителе отсутствует. Сделано специально для эффекта компенсирования увода ствола при выстреле. На боковой грани пламегасителя присутствует указание калибра автоматов, с которыми его необходимо применять. Запрещается установка данного пламегасителя на автоматы другого калибра. Внутренняя поверхность пламегасителя покрыта хромовым защитным покрытием. Пламегаситель нового типа несколько короче ДТК АК-74, что, тем не менее, не мешает установке штык-ножей. Уже поздние варианты комплектов модернизации имели такой недостаток, как возможность продольного скольжения ствольной накладки вдоль газовой трубки. На следующем варианте ствольной накладки эта проблема была устранена. Текущий, третий вариант ствольной накладки также не имеет данной проблемы.

## Описание
Комплект модернизации включает в себя:
- Крышку ствольной коробки с планкой Пикатинни, закрепляющуюся шарнирно на стойку целика;
- Узел крепления КСК на стойку целика;
- Новый перекидной открытый целик с установками только "П" и "1" для дистанции прямого выстрела и 100 метров соответственно;
- Изменённая пятка возвратной пружины;
- Цевьё из стеклонаполненного полиамида с планками Пикатинни: одна внизу и две съёмных на правой и левой стороне;
- Ствольную накладку из стеклонаполненного полиамида с планками Пикатинни;
- Приклад аналогичный прикладу АК-12 обр. 2016-го года. При этом, труба приклада отличается, так как отличаются ствольные коробки автоматов;
- Узел крепления приклада, позволяющий складывать приклад влево;
- Рукоять 6Ч63.Сб18 аналогичную рукояти АК-12 обр. 2016-го года;
- Принадлежность
- Антабку для ремня, устанавливаемую на планку Пикатинни;
- Рукоять 6Ч64.Сб;
- Принадлежность;
- Пламегаситель 6Ч63.13;
- Флажок предохранителя с "полочкой" под указательный палец 6Ч63.Сб11, аналогичный таковому у АК-12 и АК двухсотой серии;
- 6 магазинов 6Л23-01;
- Сумку-чехол 6Ш123.

Кроме того, был разработан глушитель (ПБС) 6Ч65.